# Gottfried Köster

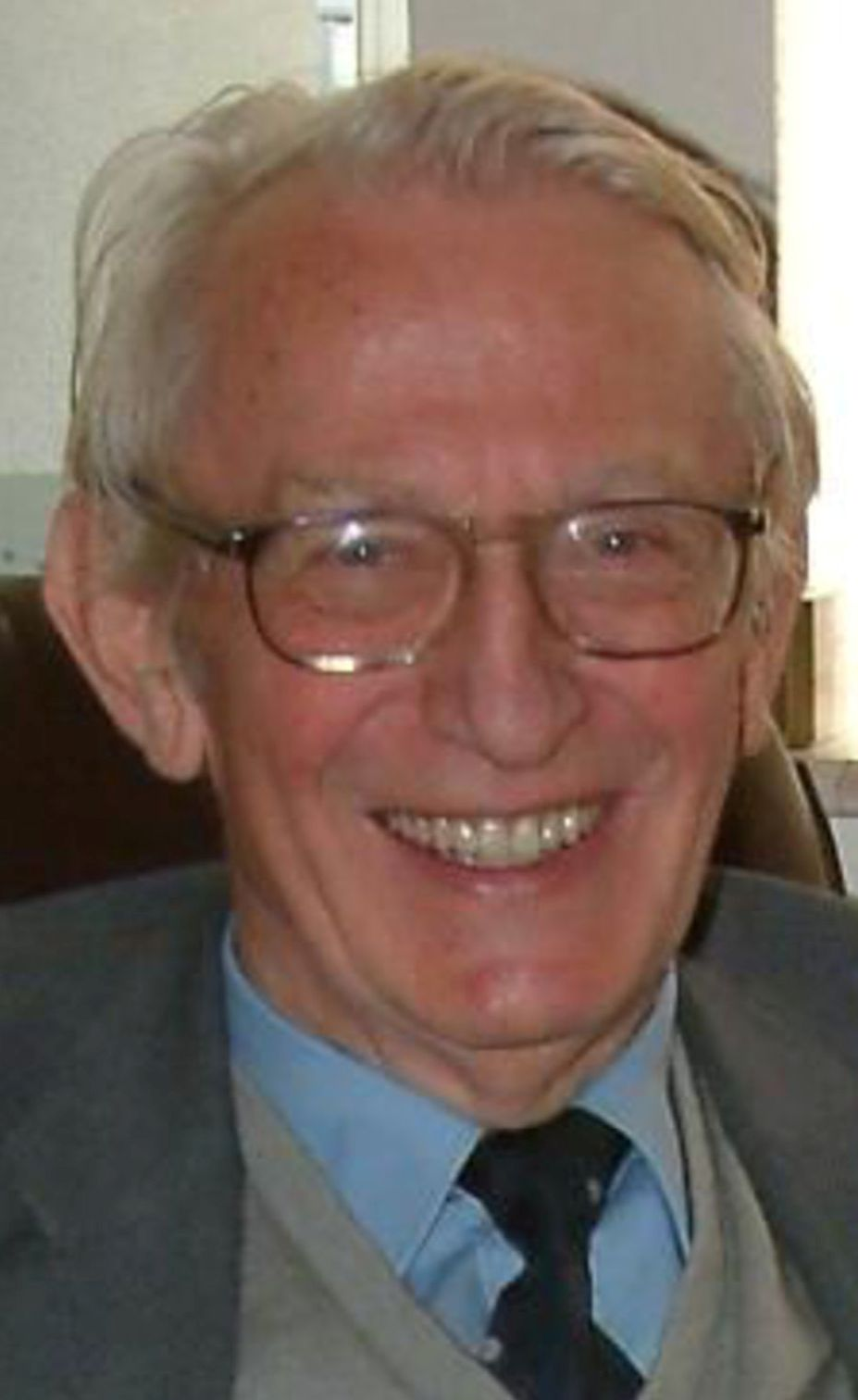
Gottfried Köster, Oktober 2003

Gottfried Köster (* 15. Januar 1928 in Rheine; † 27. November 2007 ebenda) war ein deutscher Pädagoge und Politiker (CDU). Er war von 1965 bis 1969 Landrat des Kreises Steinfurt und von 1969 bis 1983 Mitglied des Deutschen Bundestages.

## Leben
Nach dem Abitur am Dionysianum in Rheine 1946 absolvierte Köster zunächst eine kaufmännische Ausbildung, die er mit der Gehilfenprüfung abschloss. Anschließend nahm er ein Studium der Mathematik, Physik und der katholischen Theologie auf, das er 1950 mit dem ersten Staatsexamen für das Lehramt an Höheren Schulen beendete. Er trat in den Schuldienst ein und war von 1951 bis 1953 Referendar und Assessor in Münster. Später war er als Studienrat bzw. Oberstudienrat am Dionysianum in Rheine tätig.
Köster war seit 1949 Mitglied der CDU. 1956 wurde er in den Kreistag des Kreises Steinfurt gewählt. Von 1965 bis 1969 war er ehrenamtlicher Landrat des Kreises Steinfurt.
Dem Deutschen Bundestag gehörte Köster von 1969 bis 1983 an. Bei der Bundestagswahl 1969 wurde er in Nachfolge von Heinrich Hörnemann im Wahlkreis 96 (Steinfurt – Coesfeld) in den Bundestag gewählt. Das Direktmandat konnte er 1972 und 1976 verteidigen. 1980 gewann er das Direktmandat im Wahlkreis 98 (Steinfurt II). Von 1969 bis 1980 war er Mitglied des Ausschusses für Jugend, Familie und Gesundheit und ab Oktober 1982 Mitglied des Auswärtigen Ausschusses.
Gottfried Köster war mit einer ausgebildeten Sozialarbeiterin verheiratet und Vater von sechs Kindern, darunter Norbert Köster.

## Ehrungen und Auszeichnungen
- 1979: Verdienstkreuz 1. Klasse der Bundesrepublik Deutschland
- 1989: Investitur in den Ritterorden vom Heiligen Grab zu Jerusalem